# Warszawska Kasa Przezorności i Pomocy dla Fotografów
Warszawska Kasa Przezorności i Pomocy dla Fotografów – stowarzyszenie, instytucja samopomocy dla warszawskich fotografów zawodowych, utworzona w 1899 roku z inicjatywy Jadwigi Golcz i Edwarda Troczewskiego.

## Historia
Projekt utworzenia Warszawskiej Kasy Przezorności i Pomocy dla Fotografów powstał w 1898 roku, po raz pierwszy zaprezentowany na łamach czasopisma Światło – ilustrowanego miesięcznika o tematyce fotograficznej. Według projektu stowarzyszenie miało zrzeszać członków rzeczywistych oraz członków protektorów (pracodawców). Celem utworzenia kapitału obrotowego oraz kapitału przezorności – członkowie rzeczywiści mieli wpłacać 3 ruble wpisowego oraz uiszczać składki miesięczne w wysokości 50 kopiejek. Członkowie protektorzy mieli wpłacać 25 rubli wpisowego oraz uiszczać składki roczne w wysokości 18 rubli (ew. wpłacać jednorazową kwotę 200 rubli) – protektorzy (pracodawcy) nie mieli praw do zaciągania pożyczek i ubiegania się o wsparcie finansowe. Zarząd (Komitet) Kasy Przezorności i Pomocy dla Fotografów miał liczyć pięciu członków. Organem nadzorującym Komitet miało być Ogólne Zebranie Członków WKPiPdF (co najmniej 1/3 stowarzyszonych członków).

## Działalność
Statut Warszawskiej Kasy Przezorności i Pomocy dla Fotografów (opracowany przez Emila Waydla) zatwierdzono 28 stycznia 1899 roku co uczyniło WKPiPdF pierwszą organizacją ruchu fotograficznego w Warszawie. W 1901 roku WKPiPdF liczyła 72 członków (69 osób z Warszawy oraz 3 członków spoza Warszawy). W 1902 roku Zarząd WKPiPdF zorganizował pomoc medyczną dla biedniejszych członków organizacji – z ulgowymi opłatami za porady lekarskie, których udzielali dr Aleksander Karoli oraz dr Zygmunt Radliński.
Od 1904 roku funkcję prezesa Zarządu (Komitetu) pełnił Stanisław Bogacki. Wówczas WKPiPdF liczyła 62 członków. Od 1902 roku do 1908 Komitet Warszawskiej Kasy Przezorności i Pomocy dla Fotografów był (m.in.) wydawcą Kalendarza Fotograficznego, redagowanego przez Władysława Karoliego. W 1908 roku wskutek słabej kondycji finansowej i braku subwencji rządowych – WKPiPdF zakończyła działalność.

## Członkowie honorowi WKPiPdF
- Cezary Łagiewski
- Edward Troczewski
- Emil Waydel

Źródło